# Приречная улица (Москва)
Прире́чная у́лица — улица в Ново-Переделкино (Москва,Западный административный округ). Отходит от чётной стороны Новопеределкинской улицы и примыкает к нечётной стороне Боровского шоссе. Застройка имеется лишь на нечётной стороне улицы. Неподалёку протекает река Сетунь, чем и объясняется название улицы.

## Транспорт

### Метро
- Ближайшая от улицы станция метро «Боровское шоссе»

### Автобус
| 32: | Мещерская • Говорово • Боровское шоссе • Новопеределкино • Рассказовка |

«→» — остановки проходятся только при движении в прямом направлении; «←» — остановки проходятся только при движении в обратном направлении.